# Советский Байгол
Советский Байгол — село в Турочакском муниципальном районе Республики Алтай России. Входит в состав Турочакского сельского поселения. Рядом протекает река Байгол.

## География
Населённый пункт окружает тайга смешанного типа.

## Население
| 2010 | 2011 | 2012 | 2013 | 2014 | 2015 | 2016 |
| ---- | ---- | ---- | ---- | ---- | ---- | ---- |
| 12   | →12  | →12  | ↘10  | →10  | →10  | ↘9   |